# Everard Home
Sir Everard Home (Kingston upon Hull, 6 maggio 1756 – Chelsea, 31 agosto 1832) è stato un chirurgo, anatomista e paleontologo britannico, uno dei padri della teoria globulare del sistema nervoso.

## Biografia
Everard Home, dopo aver frequentato il Trinity College, si laureò in medicina a Cambridge e si specializzò in chirurgia al St George's Hospital dove fu allievo di John Hunter, suo cognato per aver spostato nel 1771 Anne Home, sorella di Everard. Hunter e Home indagarono su molti argomenti inerenti alla medicina e soprattutto alla chirurgia. Dopo la morte improvvisa di Hunter per infarto (1793), Home successe al cognato al St George's Hospital. Nel 1785 divenne professore di anatomia e chirurgia per chiara fama del Royal College of Surgeons di Londra.
Home fu il primo a descrivere, chiamandolo tuttavia Proteosaurus, il fossile dell'ittiosauro scoperto da Joseph e Mary Anning nel 1812.
Nel luglio 1823 le indagini su un incendio divampato nella sua abitazione portarono alla conclusione che l'incendio fosse scoppiato mentre Home dava fuoco alle carte del cognato. Venne ipotizzato che Home avesse voluto nascondere in tal modo la prova di aver plagiato, nei suoi scritti, le opere di Hunter rimaste inedite. Poiché tuttavia Home non aveva mai nascosto nei suoi scritti i riferimenti a quelli del cognato, più recentemente è stato ipotizzato che Home abbia bruciato i manoscritti di Hunter per nascondere la prova di essere stato infettato di sifilide all'età di 11 anni da Hunter nel corso di un esperimento condotto dal cognato per verificare una errata teoria sull'etiologia delle malattie veneree 
Nel 1828, nel corso di una serie di conferenze tenute al Royal College of Surgeons, Home indicò che sia nella corteccia cerebrale che nel midollo spinale fossero presenti gli stessi "globuli" (ossia, cellule) presenti negli altri tessuti animali. La "teoria globulare" di Home suscitò l'opposizione dei seguaci della "teoria reticolare" vitalistica di Albrecht von Haller e della filosofia della natura.
Fra i suoi allievi vi fu Neil Arnott.

## Riconoscimenti
- membro della Royal Society (1797)
- Medaglia Copley (1807)
- baronetto (1913)

## Scritti
- Everard Home, A dissertation on the properties of pus; which gained the prize-medal, given by the Lyceum Medicum Londinense, for the year 1788., and was ordered to be printed for the use of the Society, London : printed by John Richardson printer to the Society, 1788
- Everard Home, Lectures on comparative anatomy; in which are explained the preparations in the Hunterian collection. Illustrated by engravings, in six volumes. London : printed by W. Bulmer and co. Cleveland-Row, St. James's : for G. and W. Nicol, booksellers to his Majesty, Pall-Mall, 1814-1828
- Everard Home, Trattato sulla cura delle malattie della prostata, di Everardo Home, traduzione di Giambatista Caimi. Milano : presso Paolo Emilio Giusti, 1821
- Antonio Francesco Argenti, De urethra virili. Animadversiones in observationes anatomicas celeberr. Everardi Home quas ad summos honores in arte medica assequendos in celeberrimo ac vetustissimo Archigymnasio Patavino publici juris fecit Antonius Franciscus Argenti Patavinus chirurgiae doctor. Patavii : Typis Seminarii, 1830